# Hindre Zinggenstock
L'Hindre Zinggenstock est un sommet des Alpes en Suisse. Il culmine à 3 039 mètres d'altitude dans les Alpes bernoises.

## Situation
L'Hindre Zinggenstock se trouve dans le Sud du canton de Berne, dans la région où l'Aar prend sa source. Il est situé à l'extrémité orientale d'une ligne de crêtes séparant les vallées de l'Oberaar (au sud) et de l'Unteraar (au nord). Il se trouve entre le Vordre Zinggenstock (est) et le Vordre Tierberg.